# Igeltjärnen (Njurunda socken, Medelpad)
Igeltjärnen är en sjö i Sundsvalls kommun i Medelpad och ingår i Ljungan-Gnarpsåns kustområde.